# Boroneddu
Boroneddu är en ort och kommun i provinsen Oristano i regionen Sardinien i Italien. Kommunen hade 153 invånare (2017).